# Von Lantingshausen
von Lantingshausen var en ätt som härstammar från rådsförvanten i Reval Henrik Lanting, vilken jämte sina två söner lånade ut pengar till svenska kronan, varför sönerna Simon och Albrekt 1651 adlades. Albrekt L:s sonson, Jakob Albrekt introducerades 1743 på svenska riddarhuset och blev 1760 friherre.
Ätten dog ut på svärdssidan 1856 och på kvinnolinjen 1859. Ättens fideikommissegendomar jämte namnet övergick då till den med ätten på kvinnolinjen besläktade friherrliga ätten von Höpken, vars huvudman också kallar sig von Lantingshausen von Höpken.

## Kända medlemmar
- Jakob Albrekt von Lantingshausen (1699–1769) , militär och politiker
- Albrekt von Lantingshausen (1751–1820), militär och politiker
- Jeanna von Lantingshausen (1753–1809), hovdam, gift med föregående